# Дискографія Europe
Дискографія шведського рок-гурту Europe складається з 11 студійних альбомів, 7 концертних альбомів, двох міньйонів, 18 збірок, 10 відеоальбомів і 32 синглів.
Свій дебютний, однойменний альбом, гурт випустив 1983 року. Він не досягнув комерційного успіху, не отримав жодної сертифікації і посів лише 8 позицію в шведському чарті. Через рік був лонгплей Wings of Tomorrow, який, як і попередній, не був успішний. Через два роки вийшов альбом The Final Countdown, який прославив гурт на весь світ. Він посів місця в першій десятці у 12 чартах, отримав чотири сертифікації. Даг Стоун з AllMusic назвав цей альбом «одним з найяскравіших і найвидатніших в історії». Однойменна пісня стала міжнародним хітом. Через рік вийшов альбом Out of This World, який повторив успіх свого попередника, посів місця в 12 чартах, отримав п'ять сертифікацій. Prisoners in Paradise, який вийшов три роки по тому, став золотим у Швеції й потрапив до 6 чартів. 1992 року гурт припинив діяльність. У 1999 році учасники Europe об'єдналися на короткий проміжок часу, щоб виступити на концерті в Стокгольмі з піснями «The Final Countdown» і «Rock the Night». Через 4 роки преса опублікувала офіційну заяву, що гурт працює над новим альбомом і збирається організувати новий концертний тур. У 2004 році вийшов новий диск Start from the Dark, але крім позицій у чотирьох чартах він нічого не домігся. Через два роки вийшов Secret Society, який потрапив до п'яти чартів. Last Look at Eden, що вийшов у 2009 році, потрапив у 6 чартів, отримав золотий статус у Швеції, його схвалив критик з Allmusic. 2012 року вийшов альбом Bag of Bones. Він став успішним порівняно зі своїми попередниками, потрапив до 10 чартів і в Швеції став золотим. 2 березня 2015 року вийшов десятий студійний альбом War of Kings.

## Студійні альбоми
| 1983                                              | Europe - Вихід: 14 березня - Лейбл: Hot Records - Формат: CD, CS, LP                         | 8  | —  | —  | —  | —   | —  | —  | —  | —  | —  | —  | —  | —        | — | |
| 1984                                              | Wings of Tomorrow - Вихід: 24 лютого - Лейбл: Hot Records - Формат: CD, CS, LP               | 20 | —  | —  | —  | —   | —  | —  | —  | —  | —  | —  | —  | —        | — | |
| 1986                                              | The Final Countdown - Вихід: 26 травня - Лейбл: Epic Records - Формат: CD, CS, LP            | 1  | —  | 5  | 6  | 10  | 6  | 2  | 3  | 4  | 1  | 9  | 8  | —        | 9 | Список - * : 3× Платиновий - : 2× Платиновий - : Золотий - : 2×Золотий - : Платиновий - : Золотий - : Платиновий |
| 1988                                              | Out of This World - Вихід: 9 серпня - Лейбл: Epic Records, Suzy Records - Формат: CD, CS, LP | 1  | 28 | 16 | 30 | 19  | 10 | 8  | 7  | 1  | 3  | 12 | 19 | —        | — | Список - * : Платиновий - : Золотий - : Золотий - : Золотий - : Золотий - : Платиновий                           |
| 1991                                              | Prisoners in Paradise - Вихід: 23 вересня - Лейбл: Epic Records - Формат: CD, CS, LP         | 9  | —  | 32 | —  | —   | 38 | —  | 60 | 18 | 17 | 61 | —  | —        | — | Список - * : Золотий                                                                                             |
| 2004                                              | Start from the Dark - Вихід: 22 вересня - Лейбл: Sanctuary Records - Формат: CD              | 2  | —  | —  | —  | 114 | —  | —  | 86 | —  | 91 | —  | —  | —        | — | |
| 2006                                              | Secret Society - Вихід: 25 жовтня - Лейбл: Sanctuary Records - Формат: CD                    | 4  | —  | —  | —  | 195 | —  | —  | —  | —  | 93 | —  | —  | —        | — | |
| 2009                                              | Last Look at Eden - Вихід: 9 вересня - Лейбл: Universal, Ear Music - Формат: CD              | 1  | —  | —  | —  | 86  | 31 | —  | —  | —  | 29 | —  | —  | 89       | — | Список - * : Золотий                                                                                             |
| 2012                                              | Bag of Bones - Вихід: 18 квітня - Лейбл: Gain - Формат: CD, LP                               | 2  | —  | 30 | —  | 70  | 26 | —  | 44 | 21 | 18 | 56 | —  | 143/ 162 | — | Список - * : Золотий                                                                                             |
| 2015                                              | War of Kings - Вихід: 2 березня - Лейбл: UDR Records, JVC - Формат: CD, LP                   | 2  | —  | 27 | —  | 69  | 23 | 41 | 35 | 38 | 6  | 50 | —  | 83/ 58   | — | |
| 2017                                              | Walk the Earth - Вихід: 20 жовтня - Лейбл: Hell & Back - Формат: CD (+DVD), LP               | 2  | —  | 28 | —  | 62  | 40 | 43 | —  | 38 | 20 | 69 | —  | 109/ 75  | — | |
| «—» ставиться, якщо альбом не потрапив до в чарту |                                                                                              |    |    |    |    |     |    |    |    |    |    |    |    |          |   | |

## Концертні альбоми
| Рік                                                | Подробиці                                                                                        | Позиції в чартах | Позиції в чартах |
| Рік                                                | Подробиці                                                                                        | ШВЕ              | НІМ              |
| -------------------------------------------------- | ------------------------------------------------------------------------------------------------ | ---------------- | ---------------- |
| 2004                                               | The Final Countdown Tour 1986 - Вихід: 16 грудня - Лейбл: JVC Victor - Формат: CD                | —                | —                |
| 2007                                               | Extended Versions - Вихід: 27 березня - Лейбл: BMG Special Products - Формат: CD                 | —                | —                |
| 2008                                               | Almost Unplugged - Вихід: 17 вересня - Лейбл: Hell&Back - Формат: CD(+DVD), 2×LP                 | 23               | —                |
| 2011                                               | Live! At Shepherd’s Bush, London - Вихід: 15 червня - Лейбл: Nordisk - Формат: CD(+DVD)          | —                | 61               |
| 2011                                               | Live Look at Eden - Вихід: 8 серпня - Лейбл: Ear Music - Формат: CD + (DVD)                      | —                | —                |
| 2012                                               | Live in Stockholm 2008 - Лейбл: Immortal - Формат: 2×CD                                          | —                | —                |
| 2013                                               | Live at Sweden Rock - 30th Anniversary Show - Вихід: 16 жовтня - Лейбл: Ear Music - Формат: 2×CD | 18               | 66               |
| «—» ставиться, якщо альбом не потрапив до в чарту. |                                                                                                  |                  |                  |

## Міні-альбоми
| Рік  | Подробиці                                                    |
| ---- | ------------------------------------------------------------ |
| 1985 | On the Loose - Лейбл: Epic Records - Формат: LP              |
| 2009 | Last Look at Eden - Лейбл: Hell & Back AB, Edel - Формат: CD |

## Збірки
| 1989                                               | Europe + Wings of Tomorrow - Лейбл: Epic Records - Формат: 2×LP                                             | —  | —  | —  | — | —  | —  | — |                                  |
| 1990                                               | Best of Europe - Вихід: 16 грудня - Лейбл: Victor - Формат: CD                                              | —  | —  | —  | — | —  | —  | — |                                  |
| 1991                                               | Stormwind - Лейбл: Epic Records - Формат: CS                                                                | —  | —  | —  | — | —  | —  | — |                                  |
| 1993                                               | 1982–1992 - Вихід: 19 березня - Лейбл: Epic Records - Формат: CD, 2×LP                                      | 47 | —  | 82 | — | 82 | 18 | — | Список - * : Золотий - : Золотий |
| 1997                                               | Definitive Collection - Вихід: 30 квітня - Лейбл: Epic Records - Формат: 2×CD                               | —  | —  | —  | — | —  | —  | — |                                  |
| 1998                                               | Super Hits - Лейбл: Epic Music, Legacy, Sony Music - Формат: CD                                             | —  | —  | —  | — | —  | —  | — |                                  |
| 1999                                               | 1982–2000 - Лейбл: Epic Records - Формат: CD                                                                | —  | —  | 75 | — | —  | —  | — |                                  |
| 1999                                               | The Best Ballads - Формат: CD                                                                               | —  | —  | —  | — | —  | —  | — |                                  |
| 1999                                               | Simply the Best - Лейбл: Epic Records - Формат: CD                                                          | —  | —  | —  | — | —  | —  | — |                                  |
| 2004                                               | Rock the Night: The Very Best of Europe - Вихід: 3 березня - Лейбл: Epic Records - Формат: 2×CD             | 2  | 11 | —  | 5 | —  | —  | 3 | Список - * : Золотий             |
| 2005                                               | Collections - Лейбл: Sony Music - Формат: CD                                                                | —  | —  | —  | — | —  | —  | — |                                  |
| 2005                                               | All or Nothing - Вихід: 24 травня - Лейбл: CMG - Формат: CD                                                 | —  | —  | —  | — | —  | —  | — |                                  |
| 2007                                               | Extended Versions - Вихід: 27 березня - Лейбл: Sony BMG - Формат: CD                                        | —  | —  | —  | — | —  | —  | — |                                  |
| 2009                                               | The Final Countdown: The Best of Europe - Вихід: 1 червня - Лейбл: Sony Music, Camden Deluxe - Формат: 2×CD | —  | —  | —  | — | —  | —  | — |                                  |
| 2009                                               | The Collection - Лейбл: Sony Music - Формат: CD                                                             | —  | —  | —  | — | —  | —  | — |                                  |
| 2009                                               | Greatest Hits (Steel Box Collection) - Лейбл: Sony Music - Формат: CD                                       | —  | —  | —  | — | —  | —  | — |                                  |
| 2009                                               | The Very Best of Europe - Лейбл: Epic Records - Формат: CD                                                  | —  | —  | —  | — | —  | —  | — |                                  |
| 2009                                               | Out of This World / Prisoners in Paradise - Лейбл: IronBird Records - Формат: CD                            | —  | —  | —  | — | —  | —  | — |                                  |
| «—» ставиться, якщо альбом не потрапив до в чарту. | |    |    |    |   |    |    |   |                                  |

## Сингли
| 1983                                            | «Seven Doors Hotel»              | —  | —  | —  | —  | —  | —  | —  | —  | —  | —  | —  | —  | —    | —  | — |                                                             | Europe                |
| 1983                                            | «Lyin' Eyes»                     | —  | —  | —  | —  | —  | —  | —  | —  | —  | —  | —  | —  | —    | —  | — |                                                             | Wings of Tomorrow     |
| 1984                                            | «Dreamer»                        | —  | —  | —  | —  | —  | —  | —  | —  | —  | —  | —  | —  | —    | —  | — |                                                             | Wings of Tomorrow     |
| 1984                                            | «Stormwind»                      | —  | —  | —  | —  | —  | —  | —  | —  | —  | —  | —  | —  | —    | —  | — |                                                             | Wings of Tomorrow     |
| 1984                                            | «Open Your Heart»                | —  | —  | —  | —  | —  | —  | —  | —  | —  | —  | —  | 42 | —    | 31 | — |                                                             | Wings of Tomorrow     |
| 1985                                            | «Rock the Night»                 | 4  | —  | —  | —  | —  | —  | —  | —  | —  | —  | —  | 2  | —    | —  | — |                                                             | On the Loose          |
| 1986                                            | «The Final Countdown»            | 1  | —  | 1  | 5  | 1  | 1  | 1  | 1  | 4  | 1  | 1  | 1  | 8/22 | 1  | 1 | Список - * : Золотий - : Платиновий - : Золотий - : Золотий | The Final Countdown   |
| 1986                                            | «Love Chaser»                    | —  | —  | —  | —  | —  | —  | —  | —  | —  | —  | —  | —  | —    | —  | — |                                                             | The Final Countdown   |
| 1986                                            | «Rock the Night»                 | —  | —  | 11 | 64 | 7  | 17 | 9  | 4  | —  | 6  | 12 | —  | 30   | 2  | — | Список - * : Золотий - : Срібний                            | The Final Countdown   |
| 1987                                            | «Carrie»                         | —  | —  | 15 | 9  | 11 | 22 | 10 | 11 | —  | 10 | 22 | 13 | 3    | 7  | — |                                                             | The Final Countdown   |
| 1987                                            | «Cherokee»                       | —  | —  | —  | —  | —  | —  | —  | —  | —  | —  | —  | 86 | 72   | —  | — |                                                             | The Final Countdown   |
| 1988                                            | «Superstitious»                  | 1  | 45 | —  | 49 | 33 | 21 | 24 | 10 | 1  | 9  | 34 | 11 | 31   | 24 | — |                                                             | Out of This World     |
| 1988                                            | «Open Your Heart»                | —  | —  | —  | —  | —  | —  | —  | —  | —  | —  | 86 | —  | —    | —  | — |                                                             | Out of This World     |
| 1988                                            | «Let the Good Times Rock»        | —  | —  | —  | —  | —  | —  | —  | —  | —  | —  | 85 | —  | —    | —  | — |                                                             | Out of This World     |
| 1989                                            | «More Than Meets the Eye»        | —  | —  | —  | —  | —  | —  | —  | —  | —  | —  | —  | —  | —    | —  | — |                                                             | Out of This World     |
| 1989                                            | «Sign of the Times»              | —  | —  | —  | —  | —  | —  | —  | —  | —  | —  | —  | —  | —    | —  | — |                                                             | Out of This World     |
| 1989                                            | «Tomorrow»                       | —  | —  | —  | —  | —  | —  | —  | —  | —  | —  | —  | —  | —    | —  | — |                                                             | Out of This World     |
| 1991                                            | «Prisoners in Paradise»          | 8  | —  | —  | —  | —  | —  | —  | —  | —  | —  | —  | —  | —    | —  | — |                                                             | Prisoners in Paradise |
| 1991                                            | «I'll Cry for You»               | —  | —  | —  | —  | —  | —  | —  | —  | —  | —  | 28 | —  | —    | —  | — |                                                             | Prisoners in Paradise |
| 1992                                            | «Halfway to Heaven»              | —  | —  | —  | —  | —  | —  | —  | —  | —  | —  | 42 | —  | —    | —  | — |                                                             | Prisoners in Paradise |
| 1993                                            | «Sweet Love Child»               | —  | —  | —  | —  | —  | —  | —  | —  | —  | —  | —  | —  | —    | —  | — |                                                             | 1982-1992             |
| 1999                                            | «The Final Countdown 2000»       | 6  | 33 | —  | —  | —  | 35 | 49 | —  | 12 | 33 | 36 | 60 | —    | —  | — |                                                             | 1982-2000             |
| 2004                                            | «Got to Have Faith»              | 21 | —  | —  | —  | —  | —  | —  | —  | —  | —  | —  | —  | —    | —  | — |                                                             | Start from the Dark   |
| 2004                                            | «Hero»                           | —  | —  | —  | —  | —  | —  | —  | —  | —  | —  | —  | —  | —    | —  | — |                                                             | Start from the Dark   |
| 2006                                            | «Always the Pretenders»          | 2  | —  | —  | —  | —  | —  | —  | —  | —  | —  | —  | —  | —    | —  | — |                                                             | Secret Society        |
| 2009                                            | «Last Look at Eden»              | 50 | —  | —  | —  | —  | —  | —  | —  | —  | —  | —  | —  | —    | —  | — |                                                             | Last Look at Eden     |
| 2009                                            | «New Love in Town»               | 15 | —  | —  | —  | —  | —  | —  | —  | —  | —  | —  | —  | —    | —  | — |                                                             | Last Look at Eden     |
| 2012                                            | «Not Supposed to Sing the Blues» | —  | —  | —  | —  | —  | —  | —  | —  | —  | —  | —  | —  | —    | —  | — |                                                             | Bag of Bones          |
| 2012                                            | «Firebox»                        | —  | —  | —  | —  | —  | —  | —  | —  | —  | —  | —  | —  | —    | —  | — |                                                             | Bag of Bones          |
| 2013                                            | «Bring It All Home»              | —  | —  | —  | —  | —  | —  | —  | —  | —  | —  | —  | —  | —    | —  | — |                                                             | Bag of Bones          |
| 2015                                            | «War of Kings»                   | —  | —  | —  | —  | —  | —  | —  | —  | —  | —  | —  | —  | —    | —  | — |                                                             | War of Kings          |
| 2015                                            | «Days of Rock'n'Roll»            | —  | —  | —  | —  | —  | —  | —  | —  | —  | —  | —  | —  | —    | —  | — |                                                             | War of Kings          |
| 2017                                            | «Walk the Earth»                 | —  | —  | —  | —  | —  | —  | —  | —  | —  | —  | —  | —  | —    | —  | — |                                                             | Walk the Earth        |
| «—» ставиться, якщо сингл не потрапив до чарту. |                                  |    |    |    |    |    |    |    |    |    |    |    |    |      |    |   |                                                             |                       |

## Відеоальбоми
| Рік  | Подробиці |
| ---- | --- |
| 1986 | The Final Countdown Tour 1986 - Лейбл: Victor Entertainment - Формат: LD, DVD                                                                             |
| 1987 | The Final Countdown - Лейбл: CBS/Fox Video - Формат: VHS                                                                                                  |
| 1987 | The Final Countdown World Tour - Лейбл: CMV Enterprises - Формат: VHS                                                                                     |
| 1987 | Europe in America - Лейбл: PolyGram - Формат: VHS, Laserdisc                                                                                              |
| 2004 | Rock the Night: Collectors Edition - Вихід: 3 березня - Лейбл: Sony Music - Формат: DVD                                                                   |
| 2005 | Live from the Dark - Вихід: 18 листопада - Лейбл: Warner Bros. Entertainment - Формат: 2xDVD                                                              |
| 2006 | The Final Countdown Tour 1986: Live in Sweden - 20th Anniversary Edition - Вихід: 4 жовтня - Лейбл: Hell & Back, Warner Bros. Entertainment - Формат: DVD |
| 2009 | Almost Unplugged - Вихід: 19 серпня - Лейбл: EQ Music - Формат: DVD                                                                                       |
| 2011 | Live! At Shepherd’s Bush, London - Вихід: 15 червня - Лейбл: Ear Music - Формат: DVD, Blu-ray                                                             |
| 2011 | Live Look at Eden - Вихід: 5 серпня - Лейбл: Ear Music - Формат: DVD                                                                                      |
| 2013 | Live at Sweden Rock - 30th Anniversary Show - Вихід: 16 жовтня - Лейбл: Gain - Формат: Blu-ray                                                            |

## Відеокліпи
| Рік  | Пісня                            | Режисер(и)             |
| ---- | -------------------------------- | ---------------------- |
| 1983 | «In the Future to Come»          |                        |
| 1986 | «The Final Countdown»            | Нік Морріс             |
| 1986 | «Rock the Night»                 | Нік Морріс             |
| 1986 | «Carrie»                         | Нік Морріс             |
| 1987 | «Cherokee»                       | Нік Морріс             |
| 1988 | «Superstitious»                  | Нік Морріс             |
| 1988 | «Open Your Heart»                | Джен Пеллерін Даг Фріл |
| 1988 | «Let the Good Times Rock»        | Нік Морріс             |
| 1991 | «Prisoners in Paradise»          | Нік Морріс             |
| 1991 | «I’ll Cry for You»               | Філ Такетт             |
| 1992 | «Halfway to Heaven»              |                        |
| 1999 | «The Final Countdown 2000»       |                        |
| 2004 | «Got to Have Faith»              |                        |
| 2004 | «Hero»                           |                        |
| 2006 | «Always the Pretenders»          |                        |
| 2009 | «Last Look at Eden»              |                        |
| 2009 | «New Love in Town»               |                        |
| 2012 | «Not Supposed to Sing the Blues» | Патрік Юлеюс           |
| 2012 | «Firebox»                        | Патрік Юлеюс           |

## Спільні видання
| Рік  | Подробиці |
| ---- | --- |
| 1987 | Carrie / Take Me Back - Лейбл: Epic Records - Формат: LP - Примітка: Спільний реліз Europe і Трейсі Спенсер. |
| 1988 | Eternal Flame / Tomorrow - Лейбл: CBS - Формат: LP - Примітка: спільний реліз Europe і The Bangles.          |
| 1990 | Untitled - Лейбл: DeAgostini - Формат: LP - Примітка: Спільний реліз Europe і Wham!.                         |

## Саундтреки
| Рік  | Фільм/Гра            | Альбом                                   | Пісня                                                                |
| ---- | -------------------- | ---------------------------------------- | -------------------------------------------------------------------- |
| 1985 | «На волі»            | On the Loose                             | «Rock the Night», «On the Loose», «Broken Dreams»                    |
| 1991 | «Manta – Der Film»   | Manta – Der Film                         | «The Final Countdown»                                                |
| 2007 | «Hot Rod»            | Hot Rod [Original Soundtrack]            | «Rock the Night», «Danger on the Track», «Cherokee», «Time Has Come» |
| 2008 | Guitar Hero: On Tour | Guitar Hero: On Tour European track list | «Rock the Night»                                                     |